# فریتس شیل
فریتس شیل (آلمانی: Fritz Scheel؛ ۷ نوامبر ۱۸۵۲ – ۱۳ مارس ۱۹۰۷) موسیقی‌دان و رهبر ارکستر اهل آلمان و ایالات متحده آمریکا بود.
او پایه‌گذار و نخستین رهبرِ «ارکستر فیلادلفیا» بود. او به خاطر کنسرت‌های موسیقی نظامی‌اش شناخته می‌شد و یکی از ویژگی‌های بارز او پوشیدن لباس نظامی حین اجرا بود.